# Cratere Naju
Naju  è un cratere sulla superficie di Marte.